# Rosindole
Rosindole sind Farbstoffe aus der Gruppe der Cyaninfarbstoffe, die durch die Umsetzung von Indol oder Indolderivaten mit aromatischen Aldehyden gebildet werden. Der Begriff wurde 1866 durch Emil Fischer geprägt. Rosindole werden beim biochemischen Nachweis von Indolderivaten eingesetzt, wobei p-Dimethylaminobenzaldehyd verwendet wird.

## Darstellung
Nach Fischer erhält man bei der Umsetzung von 2-Methylindol mit Benzoylchlorid unter Zusatz von Zinkchlorid als Hauptprodukt einen roten Farbstoff, den er als Dimethylrosinol bezeichnete. Dieser kann mit Reduktionsmitteln in die farblose Leukoform überführt werden. Der Leukofarbstoff ist auch durch die Umsetzung von 2-Methylindol mit Benzaldehyd zugänglich.
Martin Freund und Gustav Lebach konnten 1905 zeigen, dass eine von Paul Ehrlich beobachtete intensive Rotfärbung beim Zufügen von Salzsäure zu einer alkoholischen Lösung von 2-Methylindol und p-Dimethylaminobenzaldehyd auf die Bildung eines Rosindols zurückzuführen ist. Bei der Kondensation der beiden Ausgangsprodukte in Gegenwart von Salzsäure erhält man ein farbloses Produkt, das sich nach der Oxidation mit Chloranil in Salzsäure mit roter Farbe löst. Bei der Umsetzung äquimolarer Mengen 2-Methylindol und Dimethylaminobenzaldehyd in absolutem Ethanol erhält man ein Kondensationsprodukt, das bei der Oxidation mit Chloranil in einen intensiv dunktelblauen Farbstoff übergeht.
Bei an der 3-Position substituierten Indolderivaten erfolgt die Kondensation mit Dimethylaminobenzaldehyd an der 2-Position. Das Monokondensationsprodukt steht mit der Diindolylmethan-Leukobase in einem säureabhängigen Gleichgewicht. Durch die Oxidation der Leukobase erhält man den Farbstoff.

## Verwendung
Die Verwendung der Rosindol-Farbreaktion mit p-Dimethylaminobenzaldehyd geht auf Paul Ehrlich zurück. Daher wird eine Lösung von p-Dimethylaminobenzaldehyd mit Salzsäure auch als Ehrlichs-Reagenz bezeichnet. Die Farbreaktion wird zum Nachweis von Pyrrol- oder Indolteilstrukturen in Arzneistoffen verwendet. Eine modifizierte Reaktion bei der eine Reagenzlösung aus p-Dimethylaminobenzaldehyd, Schwefelsäure und Eisen(III)-chlorid verwendet wird, ist die Van-Urk-Reaktion. Mit dieser Farbreaktion können Mutterkornalkaloide wie Ergotamin oder synthetisch hergestellte Lysergsäure-Derivate wie Lysergsäurediethylamid nasschemisch nachgewiesen werden.
Die Bildung von Rosindolen wird in der Mikrobiologie verwendet, um Tryptophanase in Mikroorganismen nachzuweisen. Baut ein Mikroorganismus Tryptophan mittels Tryptophanase zu Indol, Pyruvat und Ammoniak ab, lässt sich das Indol mittels des Indol-Tests nachweisen. Dazu wird eine Lösung aus p-Dimethylaminobenzaldehyd in Isoamylalkohol und Salzsäure (Kovacs-Reagenz) verwendet. Erhält man durch das entstehende Rosindol eine Rotfärbung, so kann der Organismus Tryptophan spalten.